# Джейн Еллен Гаррісон
Джейн Еллен Гаррісон (англ. Jane Ellen Harrison; 9 вересня 1850, Коттінґгем, Англія — 15 квітня 1928, Блумсбері) — британська антикознавчиня, лінгвістка, феміністка. Гаррісон, поряд з Карлом Кереньї і Вальтером Буркертом, була однією зі вчених, що поклали початок сучасним дослідженням в галузі грецької міфології. Вона використовувала археологічні знахідки XIX століття для інтерпретації грецької релігії, застосовуючи методи, які стали надалі стандартними. Сучасна антикознавчиня і біографиня Гаррісон Мері Берд називає її «до певної міри … першою жінкою — професійним [університетським] ученим в країні».

## Особисте життя
Джейн Еллен Гаррісон народилася в Коттінґгемі, Йоркшир, і здобула початкову освіту під опікою гувернантки. Вона вивчала німецьку, латину, грецьку, іврит. Надалі цей список розширився до приблизно шістнадцяти мов. Більшу частину свого професійного життя Гаррісон провела в Ньюнгемі, прогресивному, недавно заснованому коледжі для жінок у Кембриджі. Однією з її студенток була письменниця і поетеса Гоуп Мірліз; вони жили разом з 1913 року до самої смерті Гаррісон.
Гаррісон знала Едварда Берн-Джонса і Волтера Патера, була пов'язана з Групою Блумзбері, до якої входили Вірджинія Вулф (яка була близькою подругою Гаррісон), Літтон Стрейчі, Клайв Белл і Роджер Фрай. Разом з Гілбертом Маррі, Ф. М. Корнфордом і А. Б. Куком вона входила до групи, відомої як Кембриджські ритуалісти; члени цієї групи цікавилися застосуванням антропології та етнографії до вивчення античного мистецтва і ритуалів.
Гаррісон була, принаймні ідеологічно, помірною суфражисткою. Замість підтримки цього руху за допомогою протесту, Гаррісон використовувала для захисту жіночого виборчого права антропологію. У відповіді на антисуфражистську критику Гаррісон демонструє свої переконання:
|  | «[Жіночий рух] - це не спроба привласнити прерогативи чоловіків як статі; це навіть не спроба затвердити привілеї жінок як статі; це всього лише потреба, щоб в житті жінок, як і в житті чоловіків, знаходилося місце і свобода для чогось більшого, ніж і чоловіче, і жіноче, - для людського.» |

У цьому питанні девізом Гаррісон були слова Теренція: «homo sum; humani nihil mihi alienum est» («Я — людина, і ніщо людське мені не чуже»).

## Наукова діяльність
Гаррісон почала формальну освіту в Cheltenham Ladies' College, де отримала сертифікат про вищу освіту. 1874 року вона продовжила вивчення класичної філології в Ньюнгем-коледжі Кембриджського університету. За свої ранні роботи Гаррісон отримала два почесні докторські ступені, в Абердинському університеті 1895 року і в Даремському університеті 1897 року. Таке визнання її наукових заслуг дало Гаррісон можливість повернутися в Ньюнгем-коледж лектором 1898 року, цю посаду вона обіймала до виходу на пенсію 1922 року.

### Ранні роботи
Перша монографія Гаррісон, видана 1882 року, була заснована на тезі про те, що в «Одіссеї» Гомера й у мотивах грецького вазового живопису використано спільні глибокі міфологічні джерела, і на раніше не популярній у класичній археології думці, що репертуар вазописців може дати нову інформацію про міфи і ритуали.
Підхід Гаррісон в одній з найвідоміших її робіт «Вступ до вивчення грецької релігії» (англ. Prolegomena to the Study of Greek Religion, 1903) ґрунтується на русі від ритуалу до натхненного ним міфу: «В теології факти важче відшукати, правду важче сформулювати, ніж у ритуалах». Вона аналізує в книзі відомі грецькі фестивалі: Анфестерії, Таргелії, Каллінтерії, Плінтерії, жіночі фестивалі, в яких вона виявила багато первісних пережитків, Тесмофорії, Аррефорії, Скірофорії, Стенії, Галої.

### Культурна еволюція та соціальний дарвінізм
Гаррісон також досліджувала культурне застосування теорії Чарльза Дарвіна. На Гаррісон і її покоління вплинув антрополог Едвард Бернетт Тайлор, який вважається батьком еволюційної теорії розвитку культури, особливо його праця 1871 року «Первісна культура: Дослідження розвитку міфології, філософії, релігії, мови, мистецтва і звичаїв». Проаналізувавши походження релігії з точки зору соціального дарвінізму, Гаррісон прийшла до висновку, що релігійність антиінтелектуальна і догматична, однак релігія і містицизм є культурною необхідністю. В есе «Вплив дарвінізму на вивчення релігії» (англ. The Influence of Darwinism on the Study of Religion, 1909) Гаррісон зробила висновок: «Кожна зі створених досі догматичних релігій, ймовірно, помилкова, але незважаючи на все це, релігійний або містичний стан душі може бути єдиним способом зрозуміти деякі речі, і важливість цього величезна. Також можливо, що зміст цього містичного розуміння неможливо виразити за допомогою мови без спотворень, що він має бути відчутий і прожитий, а не вимовлений та інтелектуально проаналізований; і якимсь чином він правильний і необхідний для життя».

## Подальше життя
Перша світова війна спричинила глибокий перелом у житті Гаррісон. Після війни вона ніколи не відвідувала Італії і Греції. Здебільшого вона працювала над оглядами та новими редакціями попередніх публікацій; пацифістські переконання стали причиною її ізоляції. Після виходу на пенсію 1922 року вона деякий час жила в Парижі разом з Мірліз, але потім вони повернулися в Лондон, де в 1928 році Гаррісон померла від лейкемії.

### Роботи, пов'язані з Грецією
- Prolegomena to the Study of Greek Religion (1903, нові редакції 1908, 1922)
- Heresy and Humanity (1911)
- Themis: A Study of the Social Origins of Greek Religion (1912, нова редакція 1927)
- Ancient Art and Ritual (1912+)
- Epilegomena to the Study of Greek Religion (1921)

### Есе та роздуми
- Alpha and Omega (1915)